# نئوفلاوان
نئوفلاوان (به انگلیسی: Neoflavan) یک ترکیب شیمیایی با شناسه پاب‌کم ۳۸۲۶۱۰۶ است. 